# شواناو (بادن-وورتمبرگ)
شواناو (به آلمانی: Schwanau) یک شهر در آلمان است که در ارتناوکرایس واقع شده‌است. شواناو ۶٬۸۵۸ نفر جمعیت دارد.